# كارلو جولدوني
كارلو أوزفالدو جولدوني (بالإيطالية: Carlo Goldoni)‏ ولد في مدينة البندقية 5 فبراير 1707 وتوفى بباريس 6 فبراير 1793. هو كاتب مسرحي إيطالي ومؤسس الملهاة الإيطالية الحديثة. ويضعه نقاد اليوم من بين نخبة كتاب المسرح الأوروبي حيث يعتبر واحدً من آباء الكوميديا الحديثة.

## النشأة

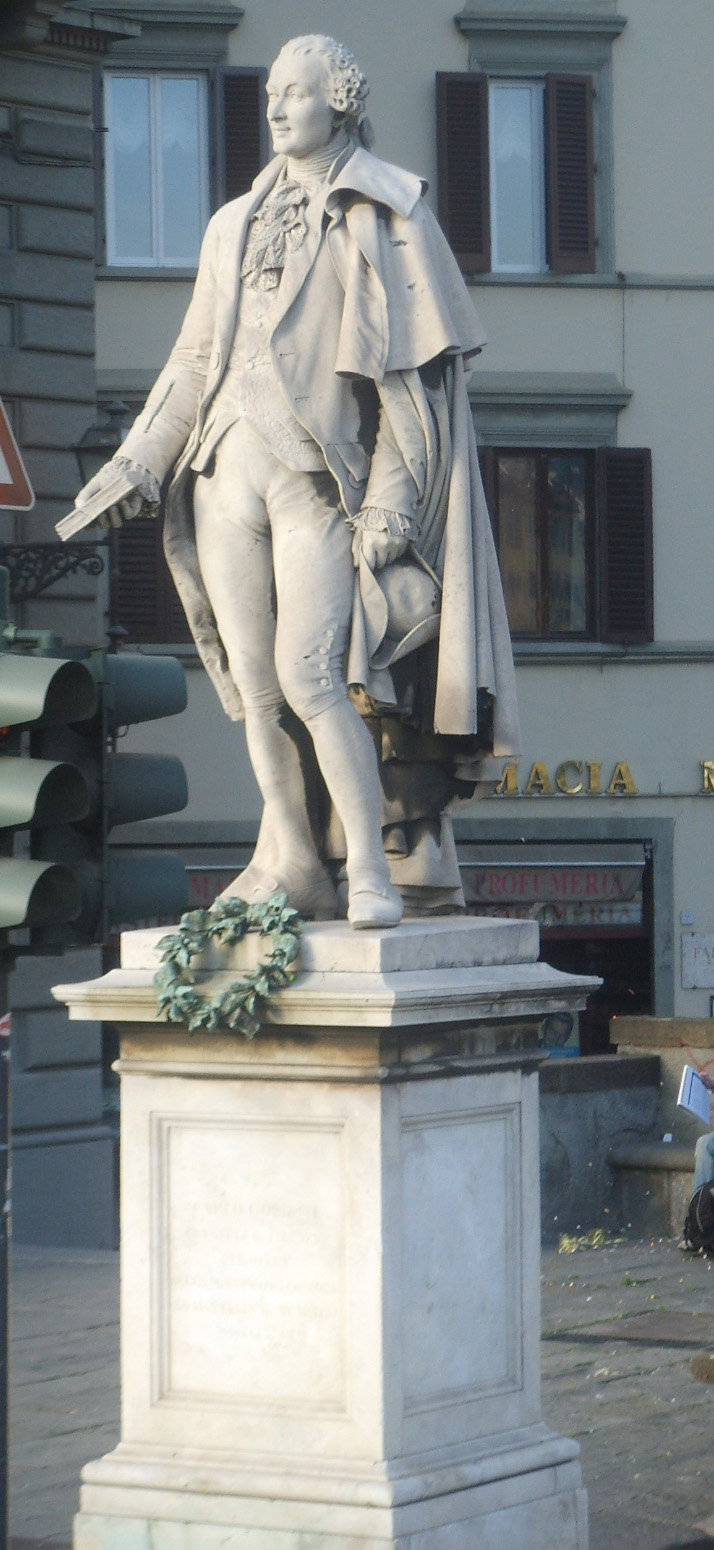
نصب تذذكاري لجولدوني بفلورنسا

كان والده طبيباً، وجدُّه موثق عقود ثرياً ومغرماً بالفن المسرحي، فقد أقام في ڤيلّته الفاخرة مسرحاً خاصاً إلى جانب مكتبة عامرة. تلقى غولدوني تعليمه الابتدائي في المدرسة اليسوعية في بيروجا Perugia وتابعه في المدرسة الدومينيكانية الوعظية في ريميني Remini، وبسبب جفاف أجوائها هرب منها غولدوني مع فرقة مسرحية جوّالة، فنقله والده إلى باڤيا Pavia حيث درس الحقوق مدة ثلاث سنوات في جامعتها وطُرد بسبب كتابته مسرحية هزلية تعرَّض فيها لنساء عائلات معروفة في المدينة. تابع دراسة الحقوق في جامعة مدينة مودينا Modena وحصل على الدكتوراه عام 1731 من جامعة بادوڤا Padova، وبدأ العمل عام 1732 في قصر العدالة في مسقط رأسه، لكنه هرباً من الدائنين ومن زواج غير مرغوب به، فرَّ معدماً إلى ميلانو، حيث عمل وصيفاً لسفير جمهورية ڤينيسيا، ثم أمين سره في كريما Crema، حيث أقاما نتيجة العمليات العسكرية الفرنسية ضد النمسا. وحينما اختلفا في الرأي غادر غولدوني إلى ڤيرونا Verona ليلتقي بفرقة سان صموئيل San Samuele المسرحية الـڤينيسية التي أرجعته معها إلى موطنه ليتعاقد مع صاحبها غريماني M.Grimani على أن يصير مؤلف الفرقة.

## مشواره الفني
وفي عام 1734 عرضت الفرقة مأساته التاريخية «بِليساريو» Belisario التي حقق بها الخطوة الأولى على طريق حلمه في إصلاح المسرح، إذ تخلى في نصه هذا عن عناصر الأقنعة والموسيقا والأغاني، معتمداً على عوالم الشخصيات الداخلية وقوة حواراتها. وعندما لاقى العرض نجاحاً مدوياً تشجع غولدوني على المضي قدماً في مشروعه. وفي أثناء جولة الفرقة تعرف غولدوني في جنوا Genova نيكوليتا كونيو Nicoletta Connio ابنة موثق العقود هناك، فتزوجا في عام 1736 وعادا إلى ڤينيسيا حيث ترأس غولدوني بين عامي 1737-1741 فرقة سان جوڤاني كريسوستومو San Giovanni Crisostomo التابعة أيضاً للنبيل غريماني. وبين عامي 1741-1743 شغل غولودوني منصب قنصل جمهورية جنوا في ڤينيسيا من دون أن يتخلى عن علاقته بالمسرح والكتابة له، ولاسيما في جنس الملهاة، محاولاً ابتكار البديل الأدبي المقنع والناجح لعروض الملهاة المرتجلة Commedia dell’arte التي تسرب الجمود إلى مفاصلها فأنهكها، ولاسيما أنها كانت تستند دائماً إلى سيناريو «حدوتة» وليس إلى نص أدبي، فكتب عام 1743 «المرأة اللطيفة» La donna di garbo، ثم «خادم سيدين» Il servitore di due padroni عام (1746)، و«الأرملة الماكرة» La vedova scaltra عام (1748)، و«الفتاة الشريفة» La putta onorata عام (1749) و«الزوجة الصالحة» La buona moglie عام (1749)، و«أسرة جامع الأنتيكات» La famiglia dell’ antiquario عام (1750). عمل غولدوني بين عامي 1745-1748 محامياً في بيزا Pisa هرباً من دائني أخيه الأصغر، ثم عاد إلى ڤينيسيا وبقي فيها حتى عام 1762. ظهر الجزء الأول من نصوصه الكوميدية عام 1748، فشكل محطة جديدة على طريق العودة إلى النص المسرحي المدون عوضاً عن السيناريو الموجز المعتَمَد في العروض المرتجلة. ونتيجة لوعد قطعه على نفسه تجاه الفرقة والجمهور أنجز غولدوني في موسم 1750-1751 ست عشرة مسرحية عرضت في مسرح سان أنجلو San Angelo، وحقق بعضها نجاحاً واستمراراً ملحوظين، مثل «المسرح الكوميدي» Il teatro comico و«باميلا» Pamela و«المقهى» La bottega del caffè.

## أسلوبه

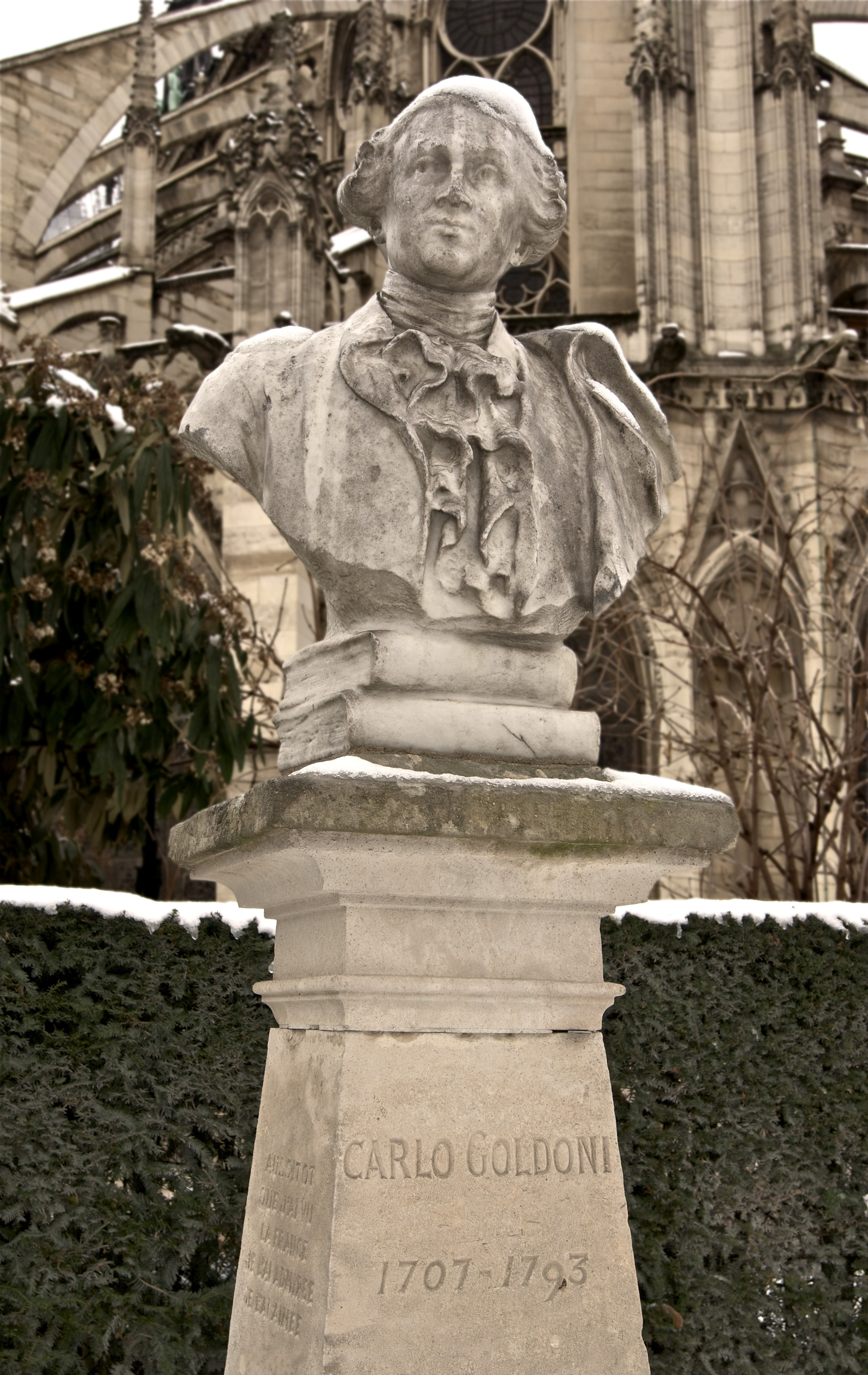
تمثال نصفي لجولدوني، بالقرب من نوتردام بباريس

اعتاد غولدوني أن يرسم شخصياته وفق ملامح ممثلي وممثلات الفرقة ومواصفاتهما، وعندما مرضت ممثلته الرئيسية تيودورا مِدِباك Teodora Medebac وحلت محلها الشابة مَدَّلينا مَرلياني Maddalena Marliani كتب عدة نصوص جديدة قدم فيها صورة للمرأة مختلفة عما سبق، من حيث الحيوية والعواطف الجياشة والذكاء اللماح، كما في «المرأة العجيبة» La donna bizzarra و«النساء الفضوليات» Le donne curiose و«النساء الغيورات» Le donne gelose و«صاحبة الفندق» La Locandiera وغيرها. إلا أن اضطراره إلى غزارة الإنتاج في الموسم الواحد أثَّر في مستواه الفني والأدبي، فلم يستطع متابعة برنامجه الإصلاحي إلا في قلة من نصوصه، إذ صار يستلهم موضوعات تاريخية أجنبية ليبتكر بحرفيته العالية نصوصاً تراجيكوميدية تلبي تطلعات الجمهور وأصحاب المسرح. كما كتب نصوصاً موسيقية Libretti للأوبرا الرائجة آنئذ فأثَّر في تطورها. وفي عام 1759 قدم غولدوني نص «العشاق» Innamorati، الذي تهافتت على أدواره الرئيسية أشهر ممثلات القرنين التاسع عشر والعشرين من مثل إليانورِه دوزِه E.Duse وأدِلايد ريستوري A.Ristori.

## أعماله

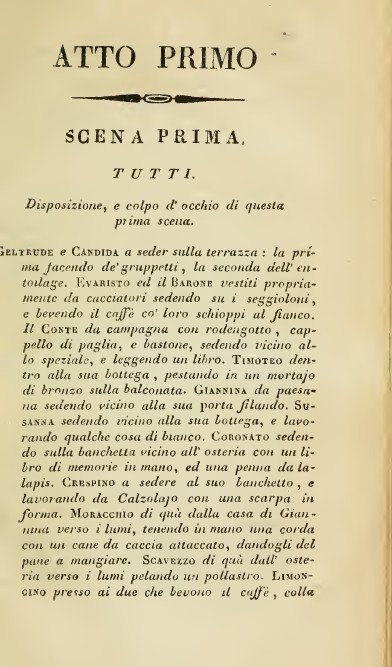
Commedie

كانت مسرحية «صخب في كيوتجا» Le baruffe chiozzotte عام (1761) إحدى ذرا الكتابة الدرامية الكوميدية لدى غولدوني، لما فيها من حذق وطرافة وإنسانية في رسم الشخصيات وعلاقاتها على الصعيد النفسي والاجتماعي والاقتصادي، فصارت من أفضل المسرحيات العالمية التي تقدم في مواسم المسرح العالمية، بما فيها المسرح القومي في دمشق.
تلقى غولدوني في عام 1761 عرضاً لإدارة فرقة الملهاة الإيطالية Comédie - Italienne في فرنسا، وهي من أشهر فرق الملهاة المرتجلة التي هاجرت هرباً من مضايقات السلطات الإيطالية، وتحولت في المهجر من الارتجال إلى النصوص الكاملة المدونة. قبل غولدوني بالعرض من فوره، على الرغم من حصولـه على عروض أفضل مادياً في موطنـه، لكنه كـان حانقاً على جحود ڤينيسيا التي لـم تقدر جهوده فلم تمنحه منصباً ولا راتباً تقاعدياً، إلى جانب أن تهجم عدوه كارلو غوتسي[ر] C.Gozzi عليه وعلى زميله الكاتب والممثل الشهير كياري Chiari في الأوبرا الساخرة «عشق البرتقالات الثلاث» Amore delle tre melarance في كرنفال عام 1761 قد أدى إلى قطيعة موطنه. فقد كان غوتسي يتهم غولدوني ويعيَّره بدق الإسفين الأخير في نعش الملهاة المرتجلة ذات الخصوصية الإيطالية التي استمرت قرنين. فغادر غولدوني ڤينيسيا نهائياً مع زوجته وابن أخيه في ختام كرنڤال عام 1762 مودَّعاً من قبل جمهوره في احتفال حاشد ومهيب.
كان على غولدوني أن يجد في باريس حلاً وسطاً بين متطلبات الجمهور الفرنسي من فرقته وبين ما اعتاده هذا الجمهور من عروض موليير وكورني وراسين في مسرح «الكوميدي - فرانسيز» Comédie-Française وبين مشروعه الإصلاحي الخاص بالمسرح الإيطالي. فكتب عام 1765 مسرحية «المروحة» Il ventaglio التي عُرضت في ڤينيسيا في سياق مشروعه، وكتب عام 1765 بالفرنسية مسرحية «الغليظ المحسن» Le bourru bienfaisant التي عرضت بنجاح فائق في مسرح الكوميدي - فرانسيز 1771، كما كتب مجموعة من السيناريوهات لفرقته كي يقيم أودها وأوده في المهجر. وبوساطة دلفينا Delfina ابنة ملك بولونيا حصل غولدوني عام 1765 على منصب معلم اللغة الإيطالية للأميرة أدِلايد Adelaide ابنة الملك لويس الخامس عشر، فعاش في فرساي من دون راتب حتى عام 1769 حين منَّ عليه البلاط بمنحة سنوية على ما سمي باللائحة المدنية. وبين عامي 1775-1780 عاد غولدوني لتدريس الإيطالية في فرساي، ولكن للأميرة إليزابيت Elisabeth شقيقة لويس السادس عشر. وفي عام 1787 نُشرت مذكراته الكاملة بالفرنسية، ثم صدرت أعماله الكاملة بالإيطالية في أربعة وأربعين جزءاً بين 1788-1795. وعندما ألغى المجلس الوطني للثورة الفرنسية اللائحة المدنية عام 1792 فقد غولدوني منحته وعاش في فقر مدقع. وفي مطلع كانون الثاني/يناير عام 1793 أصدر المجلس مرسوماً خاصاً بإعادة المنحة إلى غولدوني، الذي توفي في السادس من شباط/فبراير قبل أن يبلغه الأمر، مخلفاً وراءه، حسب مذكراته، مئة وخمسين مسرحية، صار بعضها جزءاً من تراث المسرح العالمي.

## جولدوني والإصلاح

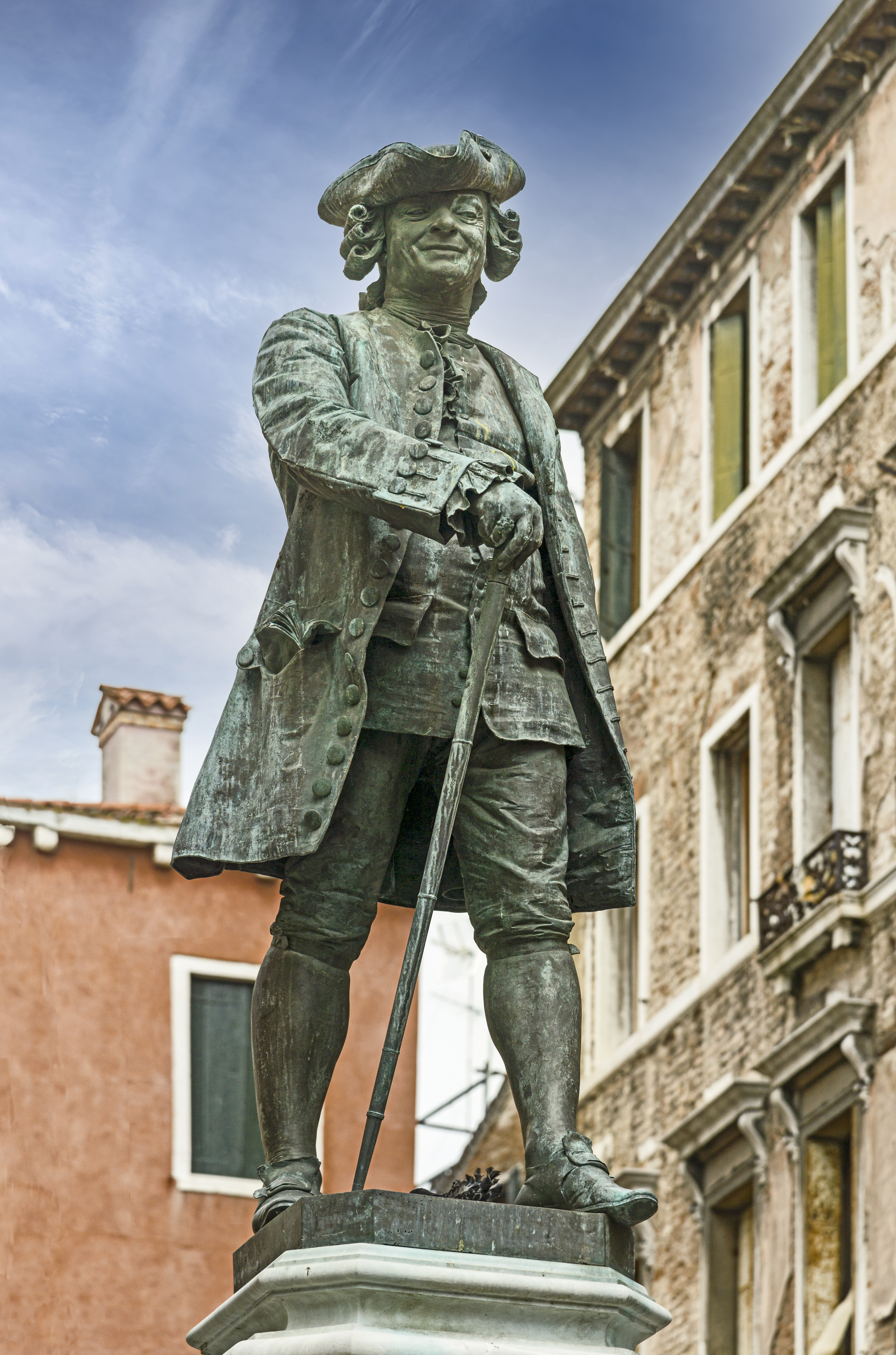
نصب تذكاري لجولدوني بالبندقية

شهد المسرح الإيطالي خلال القرنين السابع عشر والثامن عشر ازدهار الأوبرا والملهاة المرتجلة (الكوميديا دي لارتي) واللذين أصبحا لونين سائدين إلى أن وصلنا إلى منتصف القرن الثامن عشر حيث اضمحلت الكوميديا دي لارتي واستمرت الأوبرا.
وقد حاول «جولديني» ان سعى من أجل إعادة النظام إلى المسرح الإيطالي إذ وجد أحوال المسرح تعرقل كل تطور منشود.أما أعمال «جولدوني» فهي العديد من المسرحيات التي تتخذ فن الكوميديا- كما سبق القول- إطارًا لها وسعى من خلالها إلى إلغاء الأقنعة ومهاجمة كل الرذائل التي يعاني منها المجتمع. وقد كانت مسرحية صاحبة اللوكاندة واحدة من المسرحيات التي تحقق بها للكاتب المسرحى «كارلو جولدوني»(1707 - 1792) إصلاح المسرح الكوميدي الإيطالي في القرن ال 18.. وقد انتقل بها الكاتب من مسرح كوميديا الفن أو المسرح المرتجل إلى المسرح الكوميدي الحديث.ومن ثم فقد جاءنص المسرحية كله مكتوبا باللغة الإيطالية بعد أن تخلص نهائيا مما يسما «بالكانوفاتشو» أو الرسم الهيكلى للأحداث وادوار الشخصيات والتي كان الممثلون يرتجلونها حسب الإماكن والظروف التي تعرض فيها المسرحية.كما ان الموضوعها استقاه المؤلف من واقع العصر الذي نبعت منه

## صاحبة اللوكاندة
وإلى جانب هذا فإن «صاحبة اللوكاندة» مسرحية هامة من حيث الحبكة الفنية، فموضوعها في مجمله بسيط ولكنه يتطور من خلال لعبة من الحركات المسرحية الدقيقة يظهر إتقانها في ضبط إيقاع تواليها بحس مرهف، كما أن تداخل الأزمنة فيها محسوب بدقة عالية، ومعدلات الدخول والخروج من المشهد مرتبة بدقة قائد الأوركسترا ونظام التغيير في العلاقات المشتركة بين الشخصيات يسبغ على المسرحية كلها خفة الباليه. وتضم المسرحية عددا من الشخصيات من مختلف الطبقات الاجتماعية، فالماركيز والكونت من الطبقة الاستقراطية والفارس من الطبقة البرجوازية الصغيرة والخادم من الطبقة الشعبية.

### الشخصيات
و تكمن اهمية هذه الشخصيات في انها نماذخ تاريخية تمثل عصر جولدونى الذي شهد تغيرات فكرية واجتماعية كبيرة خاصة تدهور احوال الطبقة الارستقراطية وظهور طبقة التجار والحرفين أو الأغنياء الجدد الذين سعى بعضهم لشراء الإقطاعيات كالماركيزية أو الكونتية للحصول على ألقبهاو التمتع بمزايها ومظاهرها. زمن الطبيعى ان يكون هناك اختلاف في المصالح والقيم بين هذه الطبقات بعضها البعض، وأن يظهر أثر هذه التغيرات في مجال التعامل بينها. ويتضح هذا بجلاء من خلال التنافس والمشاحنات العديدة بين الماركيز والكونت. فالماركيز والكونت شخصيتان تعكسان ما لحق من تطورات اجتماعية واقتصادية بطبقة النبلاء والتدهور الذي حاق بها. وقد صور جولدونى شخصية الماركيز في صورة هزلية تصل أحيانا إلى حد الكاركاتير ليعبر عن إدانته لهذه الطبقة والسخرية منها والتي سيطرت على فنيسيا حقبة طويلة من الزمن وهو وإن كان قد جعل مدينة فلورنسا مكانا لوقوع الأحداث فلم يكن ذلك إلا لرغبته في تحاشى الصدام مع هذه الطبقة في مدينته. ام شخصية الكزنت التي تحفها مظاهر الثراء الحديث وابذخ والإسراف فإنها تبلور القيم الأخلاقية المستحدثة التي تعتمد على سطوة المال والجاه في الوصول إلى أهدافها.
وشخصية الفارس أيضا نموذج من نماذج العصر تجسد شخصية الرجل الذي يعلن بغضه للمرأة وعداءه لها وإن كان في الواقع عداء غير قائم على تجارب عمليه أو فهم دقيق لحقيقة المرأ ة وقدرتها على الوقوف أمام الرجل وتحديه والتغلب عليه بأ ساليبها الخاصة.
والشخصية المحوريه التيي تدور حولها الأحداث وهي شخصية ميراندولينا صاحبة اللوكانده هي بدورها أيضا نموذج للمرأة المتطلعه المفتونة بنفسها والتي تجيد استخدام فنون المرأة في السيطرة على الرجل في عقلانية ودهاء وقدره فائقه على التصنيع.
ورغم أن هذه الشخصيات كلها نماذج تاريخية الإ أنها تحمل في طياتها سمات المعاصرة والدوام فهي تعكس طبائع النفس البشرية ودوافعها الكامنه. فالعلاقة بين الرجل والمرأة والأنانية والخداع وحب التملك والادعاء والتطلع وخيبة الرجاء وأيضا تقلب الاحوال وتغير الأوضاع الاجتماعية كلها عناصر متجددة ومتكررة عبر العصور ولذا فإن هذه الشخصيات وإن بدت في ظاهرها متسنة بخصائص عصرها، إلا أنها في جوهرها شخصيات تنبض بالحياة في عالمنا بكل مقوماتها النفسية والأخلاقيه.

## آراء حول المسرحية
ويجمع الناقدان سيلفو داميكو وموميليانو على أنه في مسرحية صاحبة اللوكاندة يتحقق في الواقع التوافق التام بين الشخصية وبيئتها ويواكب هذا التوافق على الدوام نغمات متوازنة تتراوح بين الهازئة والدراميه والمازحة والعاطفيه مما يسبغ على المسرحية تناغماً تاماً يحافظ حتى على وحدة المكان رغم أن جولدوني يشعل كثيرا من المشاعر ثم يطفائها في شخصية الفارس بشكل منطقي محكم.
ويفتتح الماركيزوالكونت أحداث المسرحية بالتشاحن والتنافس فيما بينهما للاستثئثار بحب ميراندولينا. ويعكس حوارهما أن كلا منهما مقتنع أو يحاول إقناع نفسه بأنها تميل إليه وتفضله على غريمه، ويتفاخر كل منهما بما يقدمه لها من هدايا مادية أو معنوية. فالماركيز يقدم لها الحماية التي كانت ذات قيمة في الماضي من حيث أنها توفر لمن تسبغ عليه نوعا من الحصانة إلا أنها أصبحت عديمة القيمة في يد الماركيز خاصة أنه لايدعمها جاه السلطة ونفوذ المال. وفي نفس الوقت فإن ميراندولينا نفسها ليست في حاجة اليها. أما الكونت فيغدق عليها الهدايا النفيسة ويقدم لها الخدمات ويحيطها ويحيط اللوكاندة التي تمتلكها بالرعاية والأهتمام.
ويخلق هذا التناقض بين الماركيز المفلس والكونت الثري مواقف باسمة وضاحكة تبين الرواسب الطبقية في المجتمع كما تكشف عن جوانب شخصية البطلة.
وعندما تظهر ميراندولينا على خشبة المسرح نلاحظ أنها أمرأة فاتنة تجيد أداء عملها وتحسن معاملة النزلاء، كما نلاحظ أنها بارعة في استمالة الرجال وشدهم إليها. ويبدو هذا جليا من تنافس المحيطين بها للفوز بحبها ومن أسلوبها في ربطهم بها واستغلالهم من خلال إظهار مشاعر زائفة للجميع تتباين مع مشاعرها الحقيقية ومع ما تضمره في نفسها. فهي في الواقع تتطلع لأن تكون دائما مطمح الرجال والمتربعة على عروش قلوبهم وأحلامهم. وهي تمتلك في تطلعها هذا كل الصفات والملكات الملائمة، فهي خبيرة بنفوس الرجال وبالتعامل مع كل منهم بما يتفق مع شخصيته، كما أنها تتمتع بقدر كبير من الخبث والدهاء يمكنها دائما من تحقيق مراميها المرسومة. وحين تعاكسها الظروف وينزل الفارس ريبافرتا في اللوكاندة، وهو الرجل الذي يناصب النساء العداء ويبدي نحوها لا مبالاة وازدراء وتعاليا، تشعر بالمهانة وبتعرض خططها للخطر فتقرر الانتقام والإيقاع به في شباكها . والواقع أنها تكشف عن هذا الهدف في مونولوج داخلى يفتتح مجموعة من المونولوجات المثيلة كرسها المؤلف لاستظهار الوجه الخفي لها . ومن المعروف أن هذه التقنية تؤثر على سلامة البناء الفني للمسرحية بشكل عام، لكن جولدوني وظفها بنحو جيد متسق مع الحوار وتتابع الأحداث وفي هذا المونولوج تتوقف ميراندولينا عند عرض الزواج الذي يقدمه لها الماركيز لتفصح عن أبعاد تكوينها النفسي وترجمته إلى سلوك وأهداف .
"ميراندولينا (وحدها): وعدى ! ماذا قال ؟ ... صاحب السعادة الماركيز " شحيح " يريد الزواج منى ؟ ! ولكن لو أراد هذا حقا فهناك عقبة بسيطة وهي أنني لا أريد أن أتزوجه ! إنني أ حب " الشواء " ولا أعرف ماذا أفعل " بالدخان ". ولو كنت قد تزوجت كل من يرغبون الزواج منى لكان عندي أزواج لا عدد لهم، فكل من ينزلون لوكاندتي يقعدون في حبي ويترامون على، وكثيرون كثيرون منهم يعرضون على الزواج ثم يجئ هذا الفارس الجلف مثل الدب فيعاملني هذه المعاملة ؟ إنه أول غريب يصادفني في لوكاندتي ينفر من التعامل معى . لا أقول أن الجميع يجب أن يعشقوني من النظرة الأولى، ولكن أن يحتقرني بهذا الشكل ؟! أنه يغيظني ويفقع مرارتي . عدو النساء ؟ لايطيق رؤيتهم ؟ يا للمجنون المسكين . بما لم يجد بعد المرأة التي تعرف كيف تعامله ؟ ولكنه سيجدها .. سيجدها .. ومن يعرف، لعله وجدها بالفعل، هو بالذات سأضعه في رأسي وأتعمد محاصرته، فالذين يجرون ورائي يصيبونني بالملل سريعا، والأرستقراطية لا تروقني والثراء أحبه ولا أحبه . فكل مايطيب لي هو أن أحاط بمن يلبون طلباتي ويهيمون بي ويعبدونني . هذه هي نقطة ضعفي ونقطة ضعف كل النساء تقريبا . أما الزواج فلا يعينني مجرد التفكير فيه . فأنا لاأحتاج لأحد .. أعيش بشرفي وأتمتع بحريتي . أتعامل مع الجميع ولكنني لا أقع في حب أحد، وأسخر كثيرا من العشاق الغارقين في الحب بصورهم المضحكة . أريد أن استخدم كل الحيل لأكسب وأكسر وأحطم كل فنون المرأة للاستحواذ على قلب الرجل، فمن تلبية طلباته وخدمته بنفسها إلى مجاراته وتصنع مشاركته أفكاره، ومن صنع الطعام له بيدها وأقتسامه معه في حجرته إلى إظهار الخضوع له والتقليل من شأنها والمبالغة في رفع شأنه وإيهامه بأختصاصه دون باقي الرجال بكل اهتمامها ورعايتها . وميراندولينا تقوم بكل هذا في مهاره وأنوثة محسوبة وساحرة وقدرة على التصنيع والتمثيل جعلت الممثلين المحترفين يحسدونها عليه . وحين ترى أن الوقت قد حان ليدخل الفارس المصيدة دون أمل في الخروج منها تتظاهر بالوقوع أسيرة حبه وتأتى من التصرفات والحركات ما يوحي بشقائها بهذا الحب ثم توجه إليه الضربة القاضية بتظاهرها بالأغماء . وأثناء هذا تغلف كل مبادراتها بالغموض وثنائية التفسير أو تعدده .
فما هو موقف الفارس عدو المرأة من هذه الفنون الأنثوية ؟ في البداية يبدي شيئا من البرود ثم شيئا من الفضول ويتدرج من الغلطة والجفاء إلى الإعجاب واللين في معاملتها . ثم تبدأ في التسلل إلى مشاعره وامتلاك قلبه وحين يلمس هذا يشعر بالخطر ويحاول الفرار من اللوكانده، من المدينة كلها ولكنه يعجز عن إتمام المحاولة للاحقتها له بدقه ومهاره حتى يغرق في حبها فيقدم على ما كان يفعله الآخرون ويسخر منه، فيتودد إليها ويقدم لها هدية نفسية، بل ويعترف بحبه لها وعندما تحقق ميراندولينا بغيتها تكشف عن نواياها الحقيقية فترفض هديته في ازدراء وتتنصل من تصرفاتها وتفسرها بغير ما أوحت له بها وتصده بمنطقة في معاداة المرأة ثم تتجنبه وتبتعد عنه . فيفقد الفارس صوابه ويضرب عرض الحائط بمكانته الاجتماعية واتهام النزلاء له بالنفاق والأنانية والكذب بل ويجن جنونه فيتهجم على فابريتزيو لغيرته المحمومة منه ويدخل في مبارزة مع الكونت ويفعل كل ما في استطاعته ليقتنص ميراندولينا ويسوى حسابه معها .
وفي النهاية تعى ميراندولينا فداحة عواقب لعبتها ومدى المخاطر التي تهددها فتعمل في ذكاء للخروج من المأزق، فتحفظ للفارس ماء وجهه أمام الجميع وتعلن عزمها على الزواج . ولايجد الفارس بدا من التسليم بخسارته حينما يدرك تلاعبها بعواطفه ويكتشف حقيقة مشاعرها نحوه.

## تجربة شخصية
ويقول كارلو جولدوني عن تجربة الفارس وميراندولينا: «لقد أراد الله أن أكون أنا نفسي في محل الفارس بعضا من الوقت . وكم أود لو لم ار صاحبة للوكاندة قاسية تضحك من بكائي . آه، كم من المشاهد استقيتها من أحداث حياتي الشخصية . ولكن ليس هذا هو المكان المناسب للاسترسال في هذا أو الفخر بأعمالي الجنونيه والندم على نقاط ضعفي. ويكفيني أن يشكر لي أحدهم الدرس الذي أقدمه هنا . وفي نفس الوقت فأن النساء الشريفات سوف يغتبطن بانكار النساء المخادعات اللاتي يسئن إلى بنات جنسهن . أما المخادعات فسوف تحمر وجوههن خجلا من رؤيتي، وإذا التقين بي فلن يهمنى أن يقلن: عليك اللعنة !»
كما يحدد المؤلف الفائدة الأخلاقية للمسرحية في أنها: «مثال يجب تجنبه (...) ومن بين كل المسرحيات التي كتبتها حتى الآن أقول إن هذه المسرحية هي أكثرها أخلاقيه وأكثرها نفعا وأكثرها قدرة على التعليم . وقد يبدو في هذا مفارقة لمن يتوقف عند شخصية صاحبة اللوكاندة ولعله يقول إنني لم ارسم شخصية أمرأة أكثر منها فتنة وخطراً، غير أن من يتأمل شخصية الفارس والأحداث التي يمر بها يجد فيها مثلا شديد الحيوية للغرور المقهور كما يجد مدرسة يتعلم فيها كيف يهرب من المخاطر قبل الوقوع فيها».
على مدى زهاء قرنين ونصف من الزمان حظيت مسرحية صاحبة اللوكاندة بقبول الجمهور واهتمام دارسي المسرح ومؤرخيه ولا زالت تدرس حتى اليوم في المدارس والجامعات ومعاهد الفنون الدرامية الإيطالية والأجنبية.

## أعماله المسرحية
- صاحبة النزل

## روابط خارجية
- كارلو جولدوني على موقع IMDb (الإنجليزية)
- كارلو جولدوني على موقع الموسوعة البريطانية (الإنجليزية)
- كارلو جولدوني على موقع ألو سيني (الفرنسية)
- كارلو جولدوني على موقع ميوزك برينز (الإنجليزية)
- كارلو جولدوني على موقع أول موفي (الإنجليزية)
- كارلو جولدوني على موقع قاعدة بيانات برودواي على الإنترنت (الإنجليزية)
- كارلو جولدوني على موقع إن إن دي بي (الإنجليزية)
- كارلو جولدوني على موقع ديسكوغز (الإنجليزية)
- كارلو جولدوني على موقع قاعدة بيانات الفيلم (الإنجليزية)
- كارلو جولدوني على موقع كينوبويسك (الروسية)